# Piecki-Migowo

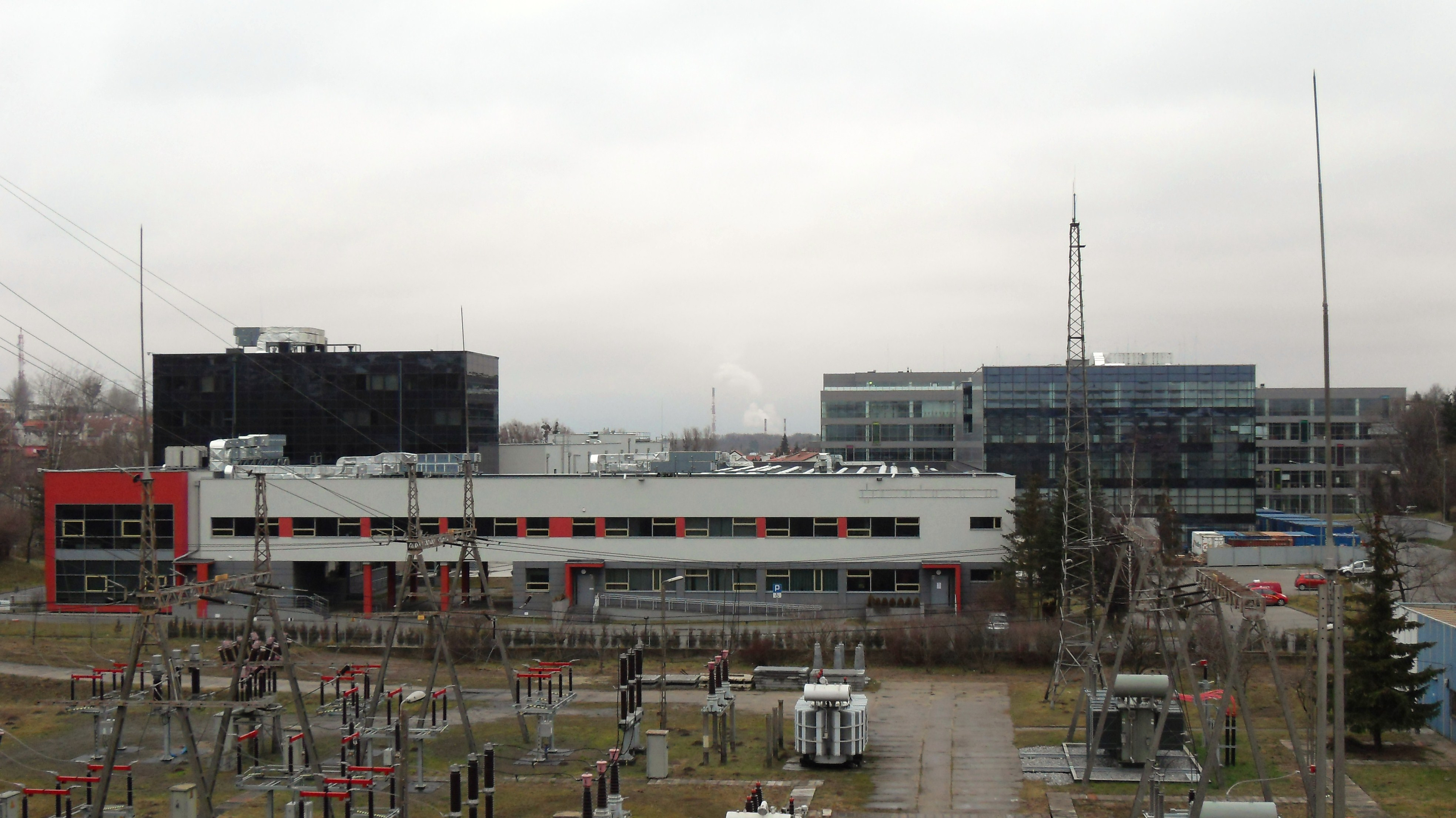
Gdański Park Naukowo-Technologiczny

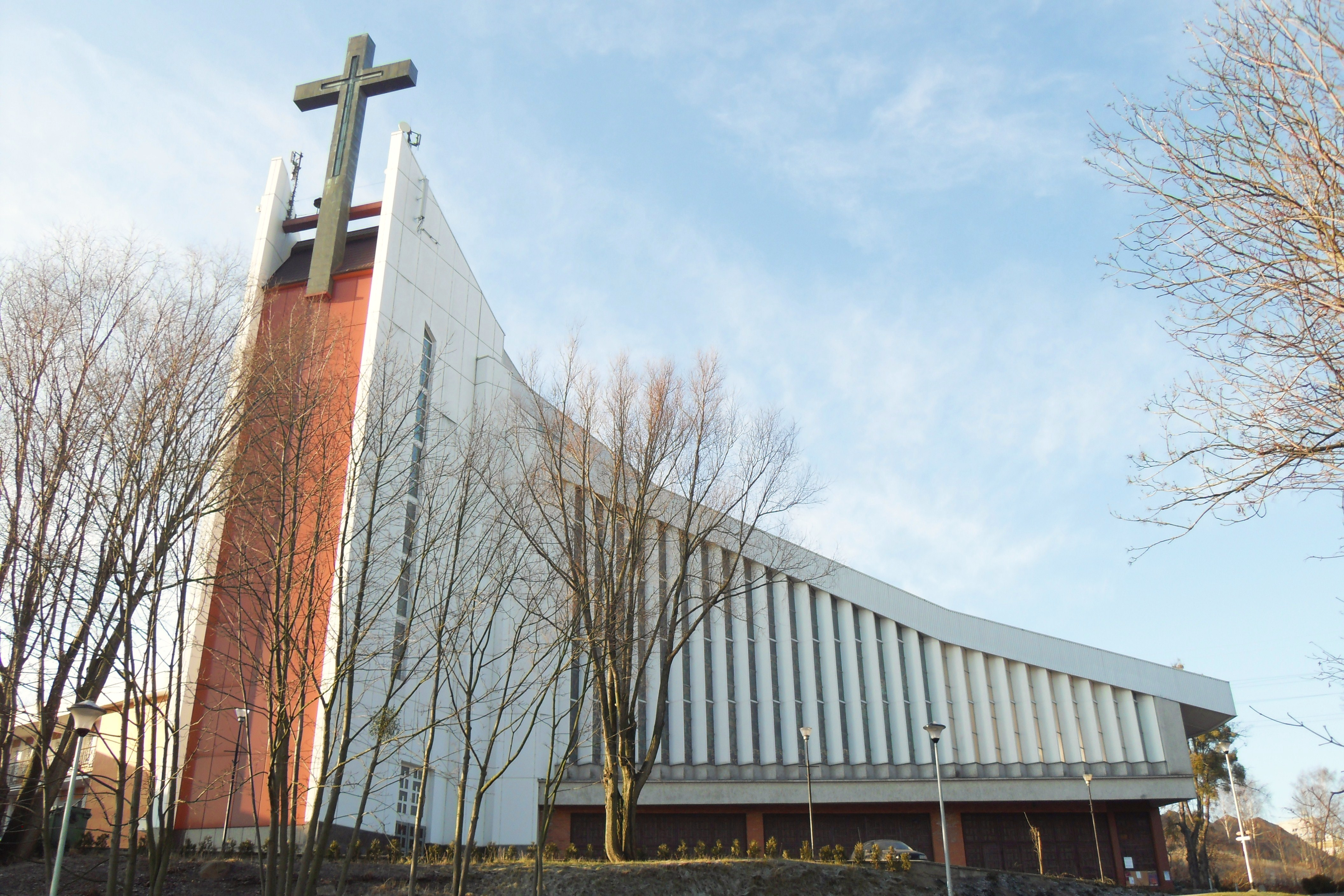
Kościół pw. Bożego Ciała

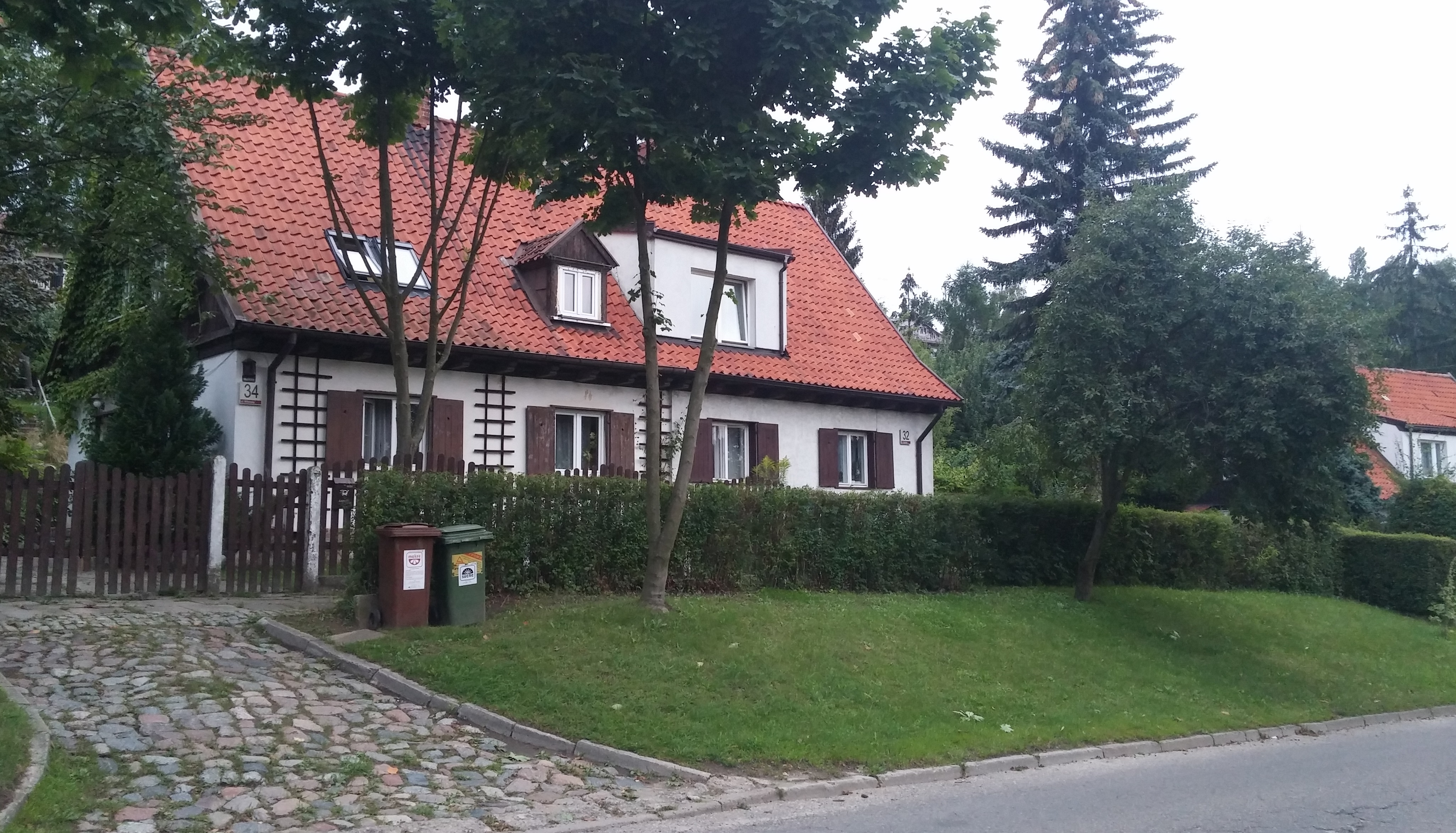
Jeden z domów w Diabełkowie

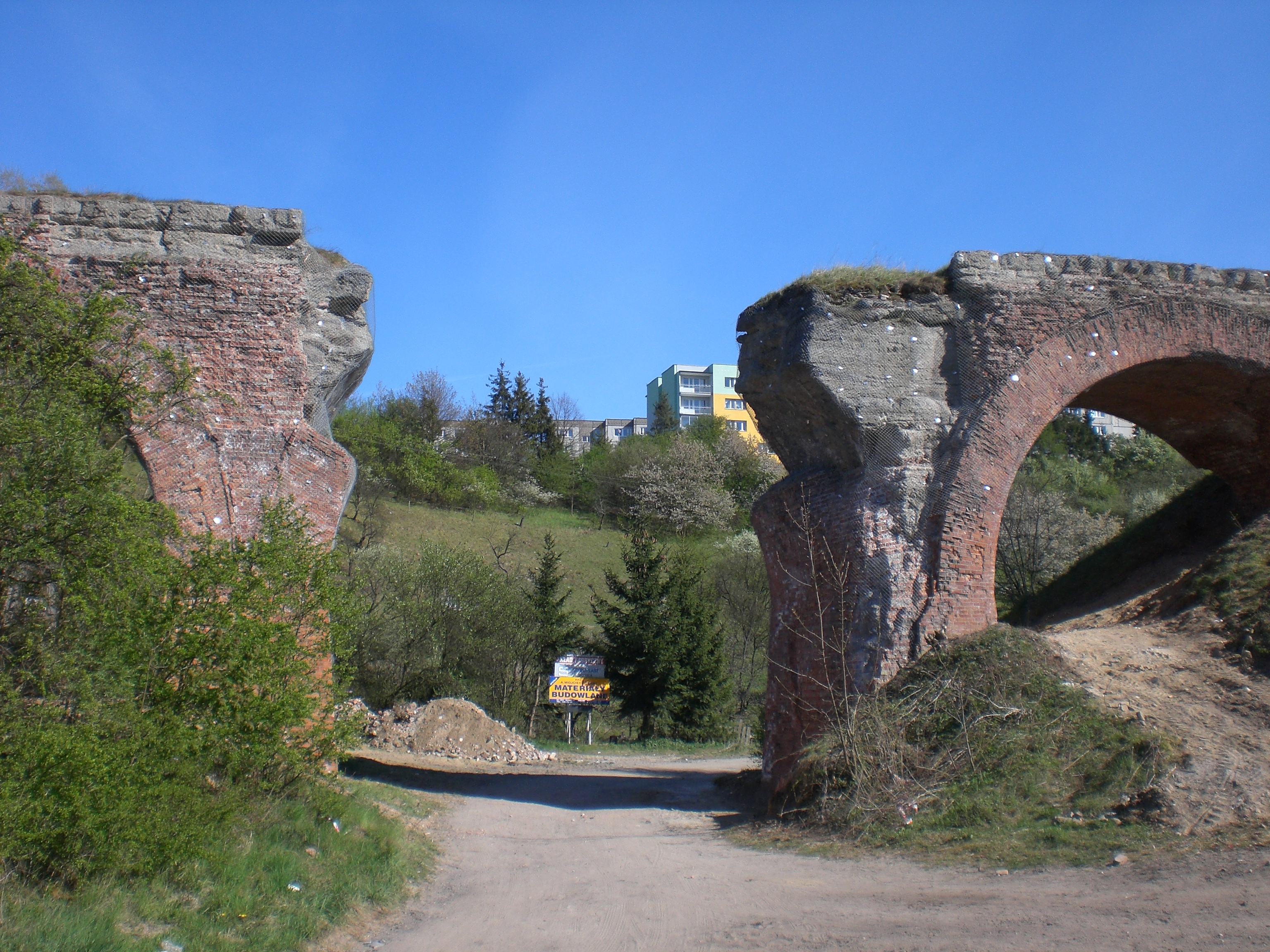
Zniszczony wiadukt na linii kolejowej Gdańsk Wrzeszcz – Stara Piła w Migowie

Piecki-Migowo (kaszub. Piécczi oraz Mëgòwò, niem. Pietzkendorf oraz Müggau) – dzielnica Gdańska niekiedy potocznie nazywana Moreną od nazwy spółdzielni mieszkaniowej w dzielnicy LWSM Morena.

## Położenie
Dzielnica znajduje się na obszarze Górnego Tarasu, w środkowo-zachodniej części Gdańska. Od północy graniczy z Brętowem i Wrzeszczem Górnym, od wschodu z Suchaninem i Siedlcami, od południa z osiedlem Ujeścisko-Łostowice, a od zachodu z Jasieniem.
Dzielnica znajduje się na wzgórzach morenowych, których wysokość dochodzi do 122,1 m n.p.m.. Na południowym i południowo-wschodnim krańcu dzielnicy znajduje się spore obniżenie terenu. W pobliżu znajduje się Góra Strzyska o wysokości 105 m n.p.m.
Południowa i południowo-zachodnia część dzielnicy obejmuje tereny dawnej wsi Migowo. W północnej części położona była wieś Piecki zaś na wschód i północny wschód przy granicy z sąsiednią dzielnicą Suchaninem położone były wsie Migówko i Diabełkowo. 
Na terenie dzielnicy znajduje się kilka zbiorników wodnych, w tym Staw Wróbla i Zbiornik Retencyjny Wileńska.
Dzielnica położona jest w pobliżu Trójmiejskiego Parku Krajobrazowego.

### Podział historyczny
- Diabełkowo - Osiedle "G", okolice "Zbiornika Retencyjnego Wileńska"
- Migowo obecnie "Migowo Lęborskie"[4] - Osiedla "F", "E", część osiedli "D", "C", "Widoki", "Słoneczniki" wszystkie nowe osiedla wzdłuż ulicy Myśliwskiej od skrzyżowania z ul. Bulońską do "Wróbla Staw".
- Migówko - Osiedle "A".
- Nowolipki
- Piecki - Wyspa Piecewska, Osiedle "B", część Osiedla "D".
- Trzy Lipy

### Podział obecny
Do czasu przyłączenia do Gdańska w 1954 teren ten tworzyły dwie wsie: Piecki i Migowo. W latach 70. i 80. XX wieku wybudowano tu wielki zespół mieszkaniowy o charakterze sypialnianym Lokatorsko-Własnościowej Spółdzielni Mieszkaniowej "Morena". Obecnie samo "Osiedle Morena" podzielone jest na szereg osiedli oznaczanych literowo w zależności od lat ich budowy.
- "A" najstarsze - ograniczone ulicami Piecewską, Wileńską i Nobla. Na terenie osiedla znajduje się Szkoła Podstawowa nr 1 - dawne ZKPiG nr 20.

- "B" - ograniczone ulicami Rakoczego, Magellana, Kruczkowskiego, Jaśkowa Dolina. W obrębie osiedla położone jest XX LO w Gdańsku.

- "C" - ograniczone ulicami Budapesztańską, Bulońską, Rakoczego, Belgradzką.

- "D" - ograniczone ulicami Rakoczego, Bulońską, Powstania Listopadowego, oraz znacznym obniżeniem terenu w kierunku ulicy Dolne Migowo. Na osiedlu tym znajduje się Szkoła Podstawowa nr 2 (przejściowo ZKPiG nr 21).

- "E" - ograniczone ulicami Bulońską, Myśliwską, Budapesztańską.

- "F" - ograniczone ulicami Myśliwską, Bulońską, Powstania Listopadowego, Dolne Migowo oraz wąwozem w przedłużeniu ulicy Dolne Migowo do Myśliwskiej. W obrębie osiedla znajdują się zrujnowany park nieistniejącego dworku Migowo, oraz teren dawnego sztucznego stoku narciarskiego.

- "G" - ograniczone ulicami Wileńską, Raciborskiego i Czubińskiego. W pobliżu znajduje się wieża nadawcza "Jaśkowa Kopa".

- "Wyspa Piecewska" - zajmująca centralne miejsce "Osiedla Morena" przez szereg lat zaniedbana i mało zurbanizowana szczególnie jej zachodnia część. Obecnie znajdują się na niej: przychodnia "Morena" - rezerwowy budynek szpitalny na wypadek wojny, Dworek Uphagenów, Centralpark i inne budynki.

Oprócz nich na terenie dzielnicy znajduje się również szereg mniejszych osiedli powstałych pod koniec lat 80. XX w. i później jak również małych osiedli deweloperskich, przy czym osiedla te są rozbudowywane i powstają nowe. Niektóre części dzielnicy szczególnie w zabudowie jednorodzinnej i szeregowej nie są oznaczane osobnymi nazwami osiedli. Obecnie w dzielnicy usytuowane są również takie osiedla jak:
- Królewskie Wzgórze
- Migowskie Tarasy
- Myśliwskie Wzgórze
- Morenowe Wzgórze
- Nad Wodą
- Słoneczniki
- SMBJ Delfin
- Trzy Dęby
- Myśliwska Park
- Dekpol Foresta
- Widoki
- Alfa Park
- Klimaty
- Słoneczna Morena - w latach 2008-2018 na powierzchni ok. 13 ha powstało ponad 40 budynków z blisko 2 tys. mieszkań dla 4,9 tys. mieszkańców[6].

### Obiekty
- Gdański Park Naukowo-Technologiczny
- Dworek Jana Uphagena
- Szkoła Podstawowa numer 1 w Gdańsku im. Mariusza Zaruskiego (dawne ZKPiG nr 20)
- ZKPiG nr 21
- XX LO
- Strzelnica
- Dawne magazyny uzbrojenia 1 Brygady Obrony Terytorialnej
- Dom Kultury im. Zofii Nałkowskiej
- Kościół pw. Bożego Ciała
- Kościół pw. Miłosierdzia Bożego
- Popadający w ruinę park po zrujnowanym w latach 90. XX w. przez prywatnego inwestora dworku na terenie dawnej wsi Migowo[7][8].
- Pozostałość stacjonarnej niemieckiej sześciostanowiskowej[9] baterii przeciwlotniczej 88 mm z okresu II wojny światowej, znajdującej się w lasach pomiędzy osiedlem "B" a osiedlem "Wzgórze Magellana". Skierowanej do obrony przeciw nalotom alianckim (amerykańskim i brytyjskim) na stocznie i port.[10]
- Pomnik przyrody "Dąb Uphagena" na "Wyspie Piecewskiej" oraz lipa szerokolistna w parku przy ul. Myśliwskiej[11].

## Transport
Główną ulicą dzielnicy jest ul. Franciszka Rakoczego, biegnąca z południa na północ. Łączy się w samym centrum dzielnicy z ulicą Jaśkowa Dolina, będącą bezpośrednim połączeniem z Wrzeszczem.

### Komunikacja miejska
Przez dzielnicę przejeżdżają też linie miejskie które kursują z Wrzeszcza na Południowe dzielnice, oraz z Centrum w kierunku Lotniska i dzielnic zachodnich. 

Głównymi przystankami przesiadkowymi na terenie dzielnicy są przystanki: Warneńska i Piecewska.
Linia tramwajowa:
1 września 2015 została oddana do użytku linia tramwajowa z Siedlec do Piecek-Migowa. Trasę obsługują dwie linie tramwajowe: 10, która kończy bieg przy stacji PKM Gdańsk Brętowo oraz 12, która za przystankiem Warneńska skręca w ul. Bulońską i kończy bieg przy skrzyżowaniu ul. Bulońskiej z Myśliwską. Z uwagi na brak pętli tramwajowych, obie linie są obsługiwane wyłącznie przez dwukierunkowe tramwaje.
30 czerwca 2020 otworzono na linii 12 nową trasę tramwajową na al. Adamowicza do Lawendowego Wzgórza (krańcówka) przez pętlę Ujeścisko (część kursów poza szczytem kończy bieg na tej pętli) – koniec tzw. Nowej Bulońskiej (al. Adamowicza) oraz połączenie z tzw. trasą tramwajową Nową Warszawską z al. Havla.
Pomorska Kolej Metropolitalna:
1 września 2015 została oddana linia PKM z Wrzeszcza na Lotnisko przez Brętowo, Piecki-Migowo, Jasień i Matarnię. Na granicy z Brętowem, po stronie Brętowa przy ul. Rakoczego (na dawnym nasypie w miejscu przedwojennego przystanku kolejowego) powstała stacja PKM Gdańsk Brętowo, do której doprowadzona została linia tramwajowa 10. Wybudowano także przystanek PKM Gdańsk Jasień częściowo leżący na terenie dzielnicy Piecki-Migowo.

## Rada Dzielnicy

### Kadencja 2024–2029[15][16][17][18]
- Przewodniczący Zarządu Dzielnicy
  - Maciej Świderski[19]
- Przewodniczący Rady Dzielnicy 
  - Przemysław Malak

### Kadencja 2019–2024[20]
- Przewodniczący Zarządu Dzielnicy
  - Grzegorz Giżewski (w 2024)[21]
  - Łukasz Świacki (2019–2024)[22]
- Przewodniczący Rady Dzielnicy 
  - Mateusz Zakrzewski

### Kadencja 2015–2019[23]
- Przewodniczący Zarządu Dzielnicy
  - Jerzy Kreft
- Przewodnicząca Rady Dzielnicy 
  - Alicja Chorzelska-Pytlak

### Kadencja 2011–2015[24][25]
- Przewodniczący Zarządu Dzielnicy
  - Florian Wojciechowski
- Przewodniczący Rady Dzielnicy 
  - Piotr Wysocki